# バッキー・ジェイコブセン
バッキー・ジェイコブセン（Larry William "Bucky" Jacobsen , 1975年8月30日 - ）は、アメリカ合衆国ワイオミング州出身の元プロ野球選手（内野手）。

## 経歴
1997年のMLBドラフト7巡目（全体の217番目）でミルウォーキー・ブルワーズに指名され契約。傘下のマイナーリーグでは1998年にA級で本塁打王および打点王に輝くが、最高でもAAA級でプレーしたにとどまり、2002年7月15日にブルワーズとの契約を解除され、7月24日にセントルイス・カージナルスと契約。2003年にはAA級で本塁打王に輝くなどしたが、カージナルスでもメジャーに昇格することは無く、同年オフにフリーエージェントとなり、シアトル・マリナーズと契約。
2004年はAAA級で本塁打と打点を量産し、7月16日にメジャーデビューを果たした。デビュー戦の対戦相手はクリーブランド・インディアンスで、先発投手は2008年にサイ・ヤング賞に輝いたクリフ・リー。「5番・指名打者」で試合にスタメン出場したジェイコブセンは、第1打席は三振に倒れたが、第2打席では四球を選び、第3打席ではリーからメジャー初安打を記録した。その後、第4打席では交代したデビッド・リスキーと対戦し、この日2つ目となる四球を選んだ。更に、デビュー翌日の7月17日から7月31日までに13試合に出場し、5本塁打を放つなど、マイナーリーグ時代にも見せていたパワーを存分に発揮。シーズンでは42試合に出場し、打率.275・9本塁打・28打点という成績を残した。
2005年は一転してマイナーリーグのみでのプレーとなった。2006年はアメリカ独立リーグのロングアイランド・ダックスでプレー。2007年はAAA級にあたるメキシカンリーグでプレーし、同年限りで現役引退。

## 選手としての特徴
最大の特徴は、マイナーリーグ時代に2度本塁打王を獲得した事からも分かるように、長打力。マイナーリーグ9年間で通算824試合の出場で158本塁打を放っており、メジャーリーグでプレーした2004年も42試合の出場で9本塁打を放っている。一方でミート力に関しては、マイナーリーグ時代には.300前後の打率を何度か記録しているが、三振が多く、基本的には優れていない。守備面での能力は低く、2004年は一塁手として21試合に出場しているが、指名打者としても20試合に出場している。また、21試合の出場で失策を3つ犯している。

## 詳細情報

### 年度別打撃成績
| 年 度     | 球 団     | 試 合 | 打 席 | 打 数 | 得 点 | 安 打 | 二 塁 打 | 三 塁 打 | 本 塁 打 | 塁 打 | 打 点 | 盗 塁 | 盗 塁 死 | 犠 打 | 犠 飛 | 四 球 | 敬 遠 | 死 球 | 三 振 | 併 殺 打 | 打 率 | 出 塁 率 | 長 打 率 | O P S |
| --------- | --------- | ----- | ----- | ----- | ----- | ----- | -------- | -------- | -------- | ----- | ----- | ----- | -------- | ----- | ----- | ----- | ----- | ----- | ----- | -------- | ----- | -------- | -------- | ----- |
| 2004      | SEA       | 42    | 176   | 160   | 17    | 44    | 9        | 0        | 9        | 80    | 28    | 0     | 0        | 0     | 1     | 14    | 0     | 1     | 47    | 3        | .275  | .335     | .500     | .835  |
| 通算：1年 | 通算：1年 | 42    | 176   | 160   | 17    | 44    | 9        | 0        | 9        | 80    | 28    | 0     | 0        | 0     | 1     | 14    | 0     | 1     | 47    | 3        | .275  | .335     | .500     | .835  |

### 背番号
- 33 （2004年）